# جون فرانسيس كورتسيكه
جون فرانسيس كورتسيكه  (بالإنجليزية: John F. Kurtzke)‏ (ولد في 14 سبتمبر 1926 – توفي في 1 ديسمبر 2015) كان عالما رائدا في علم الوبائيات العصبية وأستاذا في طب الأعصاب في جامعة جورجتاون عرف من خلال ابتكاره مقياس اتساع مدى الإعاقة وأبحاثه في التصلب المتعدد.